# Dunja Zdouc
Dunja Zdouc, née le 3 janvier 1994 à Klagenfurt est une biathlète autrichienne. 

## Carrière
Elle est née à Klagenfurt en Carinthie en Autriche, mais elle est d'origine slovène.
Licenciée au DSG Sele Zell, elle fait ses débuts internationaux junior en 2011. Elle obtient une médaille de bronze en relais aux Championnats du monde junior 2014 quelques semaines après avoir décroché sa première médaille aux Championnats d'Europe junior (le bronze sur la poursuite). En 2015, elle récolte trois médailles individuelles en autant de courses, toujours aux Championnats d'Europe junior.
Elle participe à sa première épreuve individuelle en Coupe du monde en novembre 2014 à Östersund, où, grâce à une 33e place en poursuite, elle marque ses premiers points. Elle prend part ensuite aux Championnats du monde de Kontiolahti où elle termine 17e du sprint, 23e de la poursuite et 30e de l'individuel. Elle se qualifie pour la mass start qu'elle finit 29e.
En 2017, Dunja Zdouc termine onzième de l'individuel des Championnats du monde et améliore ainsi son meilleur résultat dans l'élite.
Aux Jeux olympiques d'hiver de 2018, elle se classe 48e du sprint, 58e de la poursuite et 58e de l'individuel.
En 2019, elle signe son premier podium en IBU Cup, l'antichambre de la Coupe du monde, au super sprint d'Otepää.
En janvier 2021, Zdouc intègre pour la première fois le top dix d'une épreuve de Coupe du monde en se classant dixième de l'individuel d'Antholz. Elle remporte ensuite la médaille d'argent du relais mixte aux Championnats du monde 2021 à Pokljuka avec David Komatz, Simon Eder et Lisa Theresa Hauser. Elle termine la saison 2020-2021, de loin la meilleure de sa carrière, à la 25e place du classement général de la Coupe du monde, grâce à la qualité de son tir et à ses progrès sur les skis.

## Palmarès

### Jeux olympiques
| Édition / Épreuve | Individuel | Sprint | Poursuite | Mass start | Relais | Relais mixte |
| ----------------- | ---------- | ------ | --------- | ---------- | ------ | ------------ |
| Pyeongchang 2018  | 58e        | 48e    | 58e       | —          | —      | —            |
| Pékin 2022        | —          | 85e    | —         | —          | 9e     | —            |

Légende :
- - : non disputée par Zdouc

### Championnats du monde
| Édition / Épreuve       | Individuel | Sprint | Poursuite | Mass start | Relais | Relais mixte             | Relais mixte simple              |
| ----------------------- | ---------- | ------ | --------- | ---------- | ------ | ------------------------ | -------------------------------- |
| Kontiolahti 2015        | 30e        | 17e    | 22e       | 29e        | 10e    | —                        | Épreuve inexistante à cette date |
| Holmenkollen 2016       | 52e        | 58e    | 28e       | —          | 12e    | 5e                       | Épreuve inexistante à cette date |
| Hochfilzen 2017         | 11e        | 47e    | 42e       | —          | DSQ    | —                        | Épreuve inexistante à cette date |
| Antholz-Anterselva 2020 | —          | 64e    | —         | —          | —      | —                        | —                                |
| Pokljuka 2021           | 42e        | 38e    | 11e       | —          | 7e     | Médaille d'argent, monde | —                                |
| Oberhof 2023            | 14e        | 45e    | 43e       | —          | 5e     | 4e                       | —                                |

Légende :

- — : non disputée par Dunja Zdouc

DSQ : disqualifiée

### Coupe du monde
- Meilleur classement général : 25e en 2021.
- Meilleur résultat individuel : 10e.
- 1 podium en relais mixte : 1 deuxième place.

#### Classements en Coupe du monde
| Saison    | Individuel | Individuel | Sprint | Sprint | Poursuite | Poursuite | Mass start | Mass start | Général | Général    |
| Saison    | Points     | Class.     | Points | Class. | Points    | Class.    | Points     | Class.     | Points  | Classement |
| --------- | ---------- | ---------- | ------ | ------ | --------- | --------- | ---------- | ---------- | ------- | ---------- |
| 2014-2015 | 11         | 55e        | 29     | 61e    | 32        | 49e       | 4          | 52e        | 76      | 58e        |
| 2015-2016 | -          | nc         | 4      | 90e    | 24        | 56e       |            |            | 28      | 73e        |
| 2016-2017 | 44         | 23e        | 11     | 73e    | -         | nc        |            |            | 55      | 63e        |
| 2017-2018 | -          | nc         | -      | nc     | -         | nc        |            |            | -       | nc         |
| 2018-2019 | -          | nc         | -      | nc     |           |           |            |            | -       | nc         |
| 2019-2020 | 16         | 47e        | -      | nc     |           |           |            |            | 16      | 74e        |
| 2020-2021 | 58         | 15e        | 82     | 38e    | 136       | 17e       | 64         | 25e        | 361     | 25e        |
| 2021-2022 | -          | nc         | 61     | 40e    | 52        | 41e       | 23         | 37e        | 136     | 44e        |
| 2022-2023 | '          | 28e        | '      | 38e    | '         | 36e       |            |            | 136     | 44e        |
| 2023-2024 | 1          | 70e        | -      | nc     | -         | nc        |            |            | 1       | 93e        |
| 2024-2025 | -          | nc         | 2      | 84e    |           |           |            |            | 2       | 96e        |

### Championnats du monde junior
- Presque Isle 2014 :
  -  Médaille de bronze en relais.

### Championnats d'Europe junior
- Médaille d'argent du sprint et de l'individuel en 2015.
- Médaille de bronze de la poursuite en 2014 et 2015.

### IBU Cup
- 1 podium.